# GP Chiasso (vrouwen)
De GP Chiasso is een voormalige wielerwedstrijd voor vrouwen die tussen 1982 en 1994 jaarlijks plaatsvond, met uitzondering van 1984. De wedstrijd werd verreden in het Zwitserse kanton Ticino en startte en finishte in Chiasso. De wedstrijd kende zeven verschillende winnaressen en negen van de twaalf edities werden gewonnen door een Zwitserse renster. Stefania Carmine en Barbara Erdin-Ganz wonnen de koers beiden driemaal. Tussen 1995 en 2007 vond ook een wedstrijd plaats voor mannen.

## Erelijst

### Meervoudige winnaressen
| Overwinningen | Renner           | Land        | Jaren            |
| ------------- | ---------------- | ----------- | ---------------- |
| 3             | Stefania Carmine | Zwitserland | 1982, 1985, 1986 |
| 3             | Barbara Ganz     | Zwitserland | 1988, 1989, 1992 |
| 2             | Luzia Zberg      | Zwitserland | 1991, 1994       |

### Overwinningen per land
| Overwinningen | Land                         |
| ------------- | ---------------------------- |
| 9             | Zwitserland                  |
| 1             | Duitsland, Frankrijk, Italië |